# Küsnət (Quba)
Küsnət è un comune dell'Azerbaigian situato nel distretto di Quba. Conta una popolazione di 233 abitanti.